# ممدوح إسماعيل
ممدوح إسماعيل هو محامي مصري ذو توجّه سلفي عُرِفَ بمرافعته عن الجماعة الإسلامية في مصر. أسّس حزب الشريعة في تسعينات القرن العشرين ولكن رفضت لجنة شؤون الأحزاب الموافقة عليه. 
ثمّ أسس حزب النهضة في أعقاب ثورة 25 يناير  
والذي تم دمجه في سبتمبر 2011 في حزب الأصالة وأصبح إسماعيل نائبا لرئيسه. وعن الفرق بين حزبي الشريعة والنهضة، قال إسماعيل أن «حزب الشريعة كان رسالة للدولة أما حزب النهضة فهو رسالة للوطن» حيث أن الغرض من حزب الشريعة هو «توصيل رسالة للدولة بالرغبة في العمل العام بعيدًا عن خط العنف الذي أتبعته الجماعة الإسلامية وغيرها».
فاز في انتخابات مجلس الشعب المصري 2011-2012 بمقعدٍ عن دائرة الساحل (قوائم) (شمال القاهرة الكبرى). نشبت مشادات وتصريحات أعقبت إضافته لعبارة «فيما لا يخالف شرع الله» إلى القسم البرلماني في الجلسة الافتتاحية للمجلس حيث أجبره رئيس المجلس على إعادة القسم ولكنه أصر على إضافة «فيما لا يخالف شرع الله» وفعل ذات الشيء عدد من الأعضاء الآخرين. كما أثار جدلاً واسعاً برفعه لأذان صلاة العصر فجأة أثناء جلسة مجلس الشعب، حيث رفعه كاملاً مقاطعاً بذلك سير الجلسة، وردّ عليه رئيس المجلس محمد سعد الكتاتني بعتاب شديد اللهجة قائلاً: "«لن أسمح لك بذلك، أنت تساوم ولست أكثر منا إسلاماً، قاعة مجلس الشعب ليست للصلاة، هي مخصصة للحديث فقط، وأنت لست فقيهاً أكثر من النواب» ولفت إلى وجود مسجد يبعد عن المجلس «بخطوات». كما ردّ عليه النائب الأزهري السيد عسكر في نفس الجلسة لافتاً إلى جواز جمع الظهر والعصر «بغير سفر ولا مرض» كما ورد عن رسول الله.
وعن فكره السياسي، فهو يرفض تولي المسحيين رئاسة الجمهورية بداعي انها ولاية كبرى ولكنه لا يمانع ترشيحهم لمجلس الشعب. وعن اتفاقية كامب ديفيد، فهو يرفضها ويطالب بعرضها على الشعب المصري. كما رفض إسماعيل التقارب الذي حدث بين مصر وإيران في عهد محمد مرسي وذلك لما يعتبره من خطر المد الشيعي في مصر.